# 米糠油中毒事件

多氯聯苯

米糠油中毒事件，又稱為多氯聯苯中毒事件，於1968年發生在日本、1979年发生在台灣，两次都是因食用了被多氯聯苯（PCB, Polychlorinated biphenyls）污染的米糠油而产生中毒症状。

## 中毒事件

### 日本
1968年在日本福岡縣北九州市小倉北區（事件發生當時為小倉區）的一家由Kanemi倉庫株式會社經營的食用油工廠，使用多氯聯苯作為脫臭時的熱媒體，因為管理疏忽和操作失誤導致米糠油遭摻雜多氯聯苯。加上當時米糠油中之副產品的黑油又被作為飼料使用，導致北九州等地區的雞約數十萬隻死亡。
2011年，台日油症研究者戶倉恆信依據食品工業史的相關史料，發表〈油症問題の同時代史的考察〉一文，提出食中毒事件認識當中，技術發展史的重要性。例如在1968年當時，食用油的脫臭過程普遍以熱媒加溫的方式來處理，所以國際間為了避免相同事件的發生，1974年在墨西哥發表了〈食油脫臭器新概念〉（New Concept for Edible Oil Deodorizers）這一篇報告，以提供製油業界一個技術更新的方向。這份報告在隔年刊載於美國的《Journal of the American Oil Chemist Society》雜誌上。同年，台灣工業發展研究所發行的《食品工業》雜誌也將它譯成中文。照理而言，既然已有明確的「食油脫臭器新概念」，應該能夠為台灣製油業界帶來技術上的更新。日本製油業引鑑於該次事故，從1974年起便開始引進高壓蒸氣器以改良製油時的脫臭處理方法。然而台灣在四年後（1979年），卻還是出現了原來可以避免的油症事件。

### 臺灣

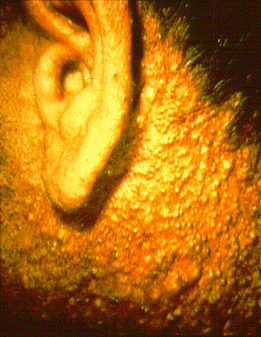
臉上的氯痤瘡

雖然日本於1968年發生油症事件，但台灣社會仍無足夠的警覺，如經濟日報刊載：《國產米糠油品質很好 三十年來從未發生過中毒事件》。1979年夏季，彰化縣溪湖鎮彰水路三段的彰化油脂企業股份有限公司，為了除去製造米糠油時的異色和異味而進行加熱處理，加熱管經多次的熱脹冷縮後產生裂縫，導致作為傳熱介質的多氯聯苯自管路中洩漏出來，污染米糠油。另有一說，三立新聞網於2019年找到當年回收問題米糠油的業者張博河，他稱曾詢問彰化油脂公司內部人員，得知問題來源並非出在管線，而是在油桶。由於當年泡麵正興起，日本將炸完泡麵的油回收轉賣，因非以食用油名義外銷，所以僅用回收的二手油桶，「其中幾個油桶裝過多氯聯苯，彰化油脂公司買來後再打到油槽精煉，整個油槽才會受汙染。」當時，整個中部地區兩千多人受害，單是私立惠明盲校就有上百位師生受影響。受害者臉上出現氯痤瘡等皮膚病變、免疫系統失調；加上多氯聯苯無法排出體外，故事隔35年依舊「與毒共存」，還遺傳到下一代。當時位於臺中縣大雅鄉的惠明中學購買此家工廠的米糠油，使用了一段時間之後，學生紛紛出現健康問題，包括皮膚發黑，臉上長出帶惡臭的氯痤瘡，眼眶周圍和身體也長滿黑色油脂分泌物；幾間工廠的員工也出現類似症狀，甚至有產婦生出「黑嬰兒」、「早產兒」，禍及下一代。鑑於日本發生過類似的中毒事件，故當時的衛生署立刻把惠明中學剩下的米糠油樣品送到日本檢驗，其後證實中毒事件源自米糠油中的多氯聯苯。彰化地檢處隨即收押彰化油脂公司董事長陳存頂及經理黃文隆，以涉嫌製造、銷售含多氯聯苯的米糠油而造成對民眾的重傷提起公訴。在刑事訴訟部分，黃文隆最終成立刑法過失致人於死罪。而受害者對豐香油行老闆提起的附帶民事訴訟被終審法院以兩個論點駁回。其一、豐香油行老闆油品係向合法經銷廠商購買，未參與製造，自難認定其對油品受多氯聯苯汙染有預見可能性。其二、受害者雖然指控被告在受衛生署抽查油品知道油品中含多氯聯苯後仍繼續販油，但這方面被法院認為舉證不足。
1979年的多氯聯苯中毒事件，是臺灣環境公害史上最嚴重的事件，造成全臺至少兩千人因進食受污染的米糠油而受害。其中以台中縣神岡鄉、大雅鄉，彰化縣鹿港鎮、福興鄉為受害人數最多的地區。
1979年6月，彰化基督教醫院收到來自鹿港鎮及秀水鄉的信件，其一述說全家八口罹患怪異皮膚病，另一封則有老師反映學校多人出現類似青春痘的嚴重症狀。當時皮膚科醫生高信義覺事態有異，當日奔往秀水鄉找到寄信求助者，透過媒體大量報導後揭發事件。
該事件使主要位於彰化與臺中的兩千多位民眾因多氯聯苯中毒而長期受害、甚而影響後代，卻因廠商無力賠償且油症不在全民健康保險給付範圍而需獨自面對病症苦難與社會壓力。而中、彰地區的受害者因國家賠償法在事件發生之時尚未制定完成，故無法及時尋求國賠填補損失，只得到一張油症卡聊作補償。面對這樣的困難處境，中、彰地區的油症受害者要求政府落實平等原則，比照「中石化安順廠污染案」一案的方式救援多氯聯苯油症中毒事件下的受害者。
2015年1月22日，立法院通過《油症患者健康照護服務條例》，2月4日總統公布。

## 健康影響
多氯聯苯可能會造成免疫系統、生殖器毒性、神經系統、內分泌系統等問題發生。像米糠油中毒事件病患的症狀就有包括氯痤瘡、手腳麻木、指甲與皮膚變色、神經系統病變等。多氯聯苯會導致人體數十種以上病變，且會經由母體胎盤或哺乳傳給胎兒，這些油症兒在出生時會有皮膚發黑、眼瞼浮腫、免疫功能受損等問題。台灣油症受害者支持協會第一任理事長郭育良，〈多氯聯苯/戴奧辛類環境毒性物質之人體健康影響:台灣油症〉一文指出 : 至於在長大之後，則可能出現智力與體力發展遲緩、注意力不集中、攻擊性行為等現象。絕大多數的受害者歷經數十年，身上仍殘留排不出去的毒素。根據郭育良教授的研究，油症中毒者其一生之健康均會受到影響，故其長期之追蹤，具有十分重要的意義。最使學者以及知情的一般民眾擔心的，則是那些仍在使用、或尚未掩埋的多氯聯苯，包括多氯夫喃及戴奧辛等化合物，是許多工業、焚化過程可能的副產物。如何以最妥善的方法來處理這些隱伏的環境危機，仍是很大挑戰。  
交通大學曾華璧教授研究表示，多氯聯苯中毒這種民生性質的環境污染危機，觸動人們內心對生活安全保護的意識，產生人人可能受害的切膚之痛的危機感和環境意識，不再只是和自己有距離的新聞事件而已。

## 備註
- 2001年5月，《斯德哥爾摩公約》要求各國要全面停用多氯聯苯，並在2004年5月開始實施，預計最慢在2025年完全停用。
- 2002年，カネミ油症被害者支援センター（YSC）成立。YSC的前身，以焚化爐所生成出來的戴奧辛作為運動議題的環保團體(止めよう！ダイオキシン汚染・関東ネットワーク)。專家指出，到了21世紀，油症事件的諸問題，被環保人士脫胎換骨成為戴奧辛及環境赫爾蒙問題的材料，進而開始「消費」受害者及其家族的痛苦。[來源請求]
- 2008年，台灣導演蔡崇隆拍攝《油症-與毒共存》紀錄片，本片記錄當時的受害者三十多年來的心路歷程，尋訪當年不幸中毒的惠明學校盲生與窮鄉居民，被遺忘的油症倖存者與生來即帶有餘毒的下一代。
- 2009年10月17日，台灣油症受害者支持協會成立，爭取多氯聯苯中毒受害者權益，推動油症受害法，喚起社會大眾對油症的記憶。
- 2010年，作家陳昭如出版《被遺忘的1979—臺灣油症事件三十年》,重新整理相關文獻資料，並訪問多位受害者及相關人士，企圖還原1979年台灣油症事件發生始末，同時以文學性的筆調書寫受害者的生命故事，為台灣環境公害史上最嚴重的悲劇事件留下難得一見的歷史紀錄。
- 2010年春，《文化研究.第十期》〈思想論壇:醫療倫理/生命倫理〉 （页面存档备份，存于）中，子安宣邦，《近代日本與兩種倫理學》為基點，戶倉恆信的文章《預防原則與受害者支持的悖論:「油症問題史」的現在與其去向》 （页面存档备份，存于）提出: 日常生活切身的環境或食品的風險與災害的發生與處置過程，不應局限在一時一國的認識，應以倫理問題進行檢討社會運動的方向，而洩漏所謂「支援受害者」，「救濟受害者」等概念的弔詭之處。

- 2011年8月29日，在日本正式通過《油症救濟法》。
- 2013年11月4日，戶倉恆信發表《技術發展與「把關」問題》 （页面存档备份，存于）的文章中提出史料並糾正道:「台灣油症事件史」不應該從1979年開始寫，至少可以從1975年開始論述。
- 2014年10月27日，戶倉恆信文章《國外油源難管制: 研發米糠油源 解結構難題》 （页面存档备份，存于）中提出，台灣社會應該重新摸索本土油籽資源(即是米糠)而積極重構其產業鏈，那麼不但可沿用常態性稽查保障食品安全的管制法，並促進本土農業永續經營，進而提供更多就業機會，甚至可以將部分營收反饋給過去米糠油事件的受害者，這樣的善因行銷，才能夠讓消費者透過自己的行為來關心社會問題。
- 2019年4月2日，油症事件將滿40年，報導者文章《油症纏鬥40年——米糠毒油受害者的接力長跑 （页面存档备份，存于）》從受害者以及學者角度，談論此事件對於受害者以及之後食品安全議題的影響。